# Trận Rotterdam
Trận Rotterdam là một trận đánh thuộc chiến tranh thế giới thứ hai diễn ra từ ngày 10 đến 14 tháng 5 năm 1940, là một phần trong cuộc xâm chiếm Hà Lan của Đức. Đây là một nỗ lực nhằm đánh chiếm thành phố Rotterdam của quân Đức. Nó kết thúc với thắng lợi thuộc về Đức, sau cuộc oanh tạc Rotterdam ngày 14 tháng 5.

## Bối cảnh
Rotterdam đã không được chuẩn bị hệ thống phòng ngự và thậm chí không nằm trong kế hoạch phòng thủ chiến lược nào. Nó nằm khá sâu bên trong khu pháo đài Holland và cách biển không xa. Đội quân đóng tại Rotterdam thuộc biên chế các cơ sở huấn luyện và một số các đơn vị hỗn hợp khác nhỏ hơn. Một tiểu đoàn pháo binh hiện đại được bố trí tại Hillegersberg, với 12 khẩu pháo 105 li có tầm bắn trên 16 km, đủ để với tới hầu hết các khu vực xung quanh Rotterdam. Viên chỉ huy lực lượng đồn trú này là một công binh, đại tá P.W. Scharroo. Quân đồn trú có khoảng 7.000 quân; trong đó chỉ 1.000 người là có chức năng chiến đấu (Thủy quân lục chiến, Trung đoàn Bộ binh số 39). Ở khoảng sông Nieuwe Maas có 7 trung đội pháo phòng không hạng nhẹ; được trang bị súng máy hạng nặng cùng với đại bác Oerlikon 20 li và súng Scotti. Một khẩu đội pháo phòng không hạng nặng được triển khai tại phía bắc sông Nieuwe Maas. Ngoài ra còn có thêm 2 khẩu đội và 4 trung đội pháo phòng không hạng nặng tại khu vực Waalhaven.
Kế hoạch ban đầu của Đức đòi hỏi một lực lượng đặc nhiệm sẽ từ Waalhaven tấn công thị trấn và đánh chiếm các cây cầu bắc qua sông Nieuwe Maas nhờ lợi thế bất ngờ. Sau khi xem xét lại và thấy rằng cơ hội để lực lượng đặc nhiệm này thu được thành công là dưới mức chấp nhận được, người Đức liền nghĩ ra một kế hoạch mới. 12 chiếc thủy phi cơ được chế tạo đặc biệt (Heinkel He 59Ds) đã đổ bộ tại Nieuwe Maas 2 trung đội thuộc Đại đội 11, Trung đoàn Không vận số 16, cộng thêm 4 công binh và một nhóm 3 người khác. Đội quân tổng cộng 90 người này sẽ đánh chiếm các cây cầu. Họ được tăng viện bằng 1 trung đội 36 lính không vận. Họ được dự kiến sẽ đổ bộ tại sân bóng đá Feyenoord, gần sông Nieuwe Maas. Sau đó, các đơn vị từ Waalhaven sẽ được gửi đến cùng với vũ khí hỗ trợ tăng cường.

## Cuộc đổ bộ

Các vị trí đổ bộ của lính dù Đức tại Rotterdam

Sáng sớm ngày 10 tháng 5, 12 chiếc thủy phi cơ Heinkel He 59 đã hạ cánh tại khu vực sông Nieuwe Maas. Những chiếc xuồng cao su được thả xuống sông, mỗi xuồng chở được 6 lính cùng với các trang thiết bị. Có khoảng 80 lính Đức đã đổ bộ lên cả hai bờ con sông và một hòn đảo. Quân Đức nhanh chóng chiếm được vài cây cầu không được bảo vệ. Sự kháng cự duy nhất mà họ gặp phải là của một vài cảnh sát Hà Lan.
Trung tá Dietrich von Choltitz, chỉ huy Tiểu đoàn 3 thuộc Trung đoàn Không vận số 16, bắt đầu sắp xếp lại quân của mình sau khi đổ bộ tại Căn cứ Không quân Waalhaven. Ông ta điều họ đi đánh chiếm các cây cầu tại Rotterdam. Người Hà Lan không có nhiều quân ở khu phía nam thành phố. Có một đơn vị bao gồm toàn những người hàng thịt và thợ làm bánh cùng với 90 quân bộ binh, sau đó được tăng viện thêm lính súng trường rút từ sân bay. Các binh sĩ Hà Lan ẩn nấp trong những ngôi nhà nằm trên con đường đến các cây cầu và phục kích các toán lính Đức đang tiến đến. Cả hai bên đều có thương vong. Người Đức đã mang đến được 1 khẩu súng chống tăng PAK, và quân Hà Lan đã phải chịu thua trước áp lực ngày càng tăng từ đối phương. Sau đó quân Đức tiến đến các cây cầu, và tiếp đó phần lớn Đại đội 9 thuộc Trung đoàn Không vận 16 cũng đã nhanh chóng đến nơi.
Đồng thời, bộ tham mưu của Tiểu đoàn 3, Trung đoàn Không vận 16 đã tiến vào khu quảng trường. Sĩ quan phụ tá của von Choltitz chịu trách nhiệm mở một cuộc công kích vào vị trí của quân Hà Lan nhưng đã bị tử thương trong quá trình tấn công. Khi quân Đức tìm một con đường khác đến các cây cầu để vòng qua đồn lũy của Hà Lan, họ tìm được một mũi nhọn thọc sâu mà các đội quân tiên phong đã tạo ra dọc theo bến cảng. Khoảng 9 giờ, phần lớn Tiểu đoàn 3 đã chạm trán với quân phòng thủ tại các cây cầu.
Đại đội Hà Lan ở phía nam thành phố đã giữ vững được trận địa của họ trong chiều ngày 10 tháng 5. Sau đó họ đã bị tấn công có trang bị súng cối của Đại đội 10, Trung đoàn Không vận 16 mới đổ bộ. Quân Hà Lan đã đầu hàng khi họ cạn đạn được.

## Trận chiến

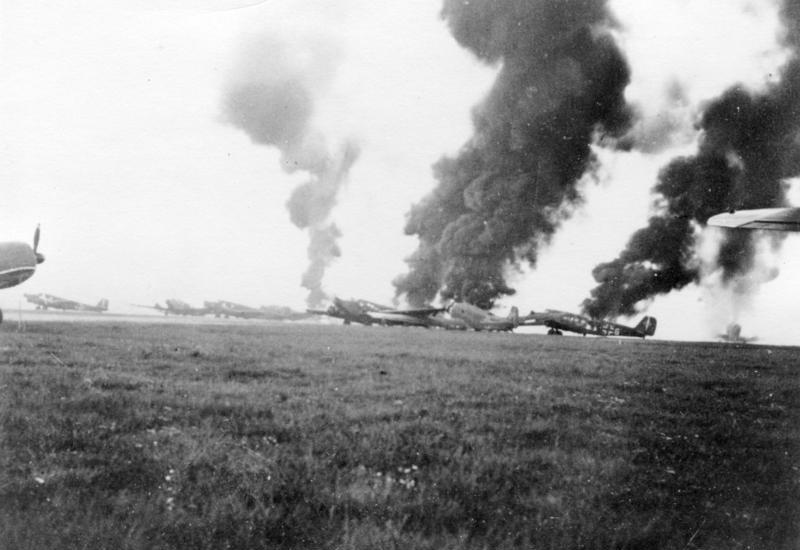
Máy bay vận tải Junkers Ju 52 bốc cháy tại Rotterdam.

### Ngày 10 tháng 5
Các toán quân Hà Lan ở phía bắc thị trấn đã được báo động bởi những tiếng động cơ máy bay gầm rú trên trời. Sở chỉ huy quân đồn trú lúc đó tạm thời chỉ có 1 viên Đại úy, ông này đã tiến hành tập hợp quân và phân phối đạn dược. Nhiều phân đội nhỏ đã được điều tới các cây cầu, 3 ga xe lửa gần đó và các khu vực lân cận Nieuwe Maas mà báo cáo là có địch đổ bộ. Quân Đức nhận thấy hoạt động này cả phía Hà Lan và những cuộc trạm chán đầu tiên với quân Hà Lan đã buộc họ phải củng cố lực lượng quanh các cây cầu.
Các biện pháp đối phó của phía Hà Lan đã được thực hiện bởi một lực lượng nhỏ thủy quân lục chiến và một đại đội công binh không đầy đủ. Quân Hà Lan đã chiếm các vị trí bao quanh cụm quân nhỏ của Đức ở phía bắc các cây cầu và bắt đầu bố trí súng máy tại nhiều điểm chiến lược. Ngay sau đó một đọ súng nghiêm trọng đã nổ ra giữa lính Đức và các đơn vị lục quân chính quy. Quân Đức dần dần bị đẩy lui vào một khu vực chật hẹp quanh cây cầu giao thông. Cả hai bên đều bị thiệt hại đáng kể.
Quân Hà Lan từ từ dồn quân Đức tại đầu cầu vào trong vòng vây đang thu hẹp lại một cách nhanh chóng. CÓ nhiều thường dân đã chứng kiến trận đánh này. Quá nửa buổi sáng, hải quân Hà Lan đã điều 2 tàu chiến bao gồm pháo hạm hạng nhẹ Z-5 và tàu phòng ngư lôi có động cơ TM-51 đi hỗ trợ cho quân phòng thủ tại các cây cầu. Chiếc Z-5 đã hai lần tấn công vào quân Đức tại cây cầu giao thông ở bờ bắc đảo Noordereiland trên sông, lần thứ hai có cả tàu TM-51 tham gia. Khoảng 75 quả đạn pháo 7,5 cm đã được bắn ra, nhưng không mấy hiệu quả. Trong lần tấn công thứ hai không quân Đức đã ném bom các tàu này và gây hư hại đáng kể cho chiến TM-51. Cả hai tàu đều đã rút lui sau cuộc oanh tạc, với tổng thiệt hại là 3 người tử trận.
Trong khi đó quân Đức được tăng viện thêm một số súng chống tăng PaK 36 3.7 cm và một ít súng bộ binh. Họ chốt giữ trong những ngôi nhà dọc bờ bắc của đảo với các tổ súng máy hạng nặng và đặt vài khẩu súng cối 8 cm ở trung tâm đảo. Chiến sự liên tục ở bờ bắc con sông đã khiến quân Đức phải rút về tòa nhà lớn của Công ty Bảo hiểm Nhân thọ Quốc gia (National Life Insurance Company) nằm ở đầu cây cầu giao thông. Do góc bắn của quân Hà Lan tại tòa nhà này kém nên người Đức đã giữ được nó không mấy khó khăn. Quân Hà Lan đóng trong những ngôi nhà gần đó đã buộc phải rút lui trước hỏa lực súng cối liên tục và chuẩn xác của đối phương. Tình trạng bế tắc bắt đầu từ chiều 10 tháng 5, và được giữ nguyên cho đến khi Hà Lan đầu hàng ngày 14 tháng 5.
Đại tá Scharroo, nhận thấy rằng đội quân đồn trú nhỏ bé của mình đang phải đối đầu với một cuộc tấn công nghiêm túc của Đức, nên đã yêu cầu các lực lượng tăng viện đáng kể tại Hague. Nhiều quân tiếp viện được gửi đến, tất cả đều thuộc lực lượng dự bị ở phía sau tuyến Grebbe hoặc ở mặt trận phía đông khu Pháo đài Holland.

### Ngày 11 tháng 5
Trong đêm ngày 10 và sáng sớm ngày 11 tháng 5, viên chỉ huy lực lượng đồn trú Hà Lan là Scharroo đã nhận được tiếp viện từ quân khu Pháo đài Holland ở phía bắc. Đại tá Scharroo liền tổ chức lại hệ thống phòng thủ của mình. Ông bố trí quân dọc theo toàn bộ con sông và cả về phía tây, bắc và nam Rotterdam do đại tá lo ngại cánh quân Đức đã đổ bộ sẽ tiến công thành phố theo những hướng này. Bộ tham mưu nhỏ bé của ông đã phải vô cùng bận rộn trước rất nhiều báo cáo về những cuộc đổ bộ "ma" và các hành động phản bội có tính dân sự. Những hoạt động này đã chiếm tất cả thì giờ cả bộ tham mưu đến nỗi họ không thể lên kế hoạch cho những biện pháp phản công có tổ chức vào đầu cầu của quân Đức trong ngày hôm đó.
Đến 4 giờ sáng, chiến sự lại tiếp diễn quanh khu vực đầu cầu. Mũi chọn của quân Đức vẫn là lực lượng khoảng 40-50 người đóng trong tòa nhà Bảo hiểm Nhân thọ Quốc gia ở phía bắc cây cầu giao thông. Tòa nhà này và đội quân chiếm giữ nó đã bị cô lập khỏi các lực lượng còn lại của Đức sau cuộc tiến công của Hà Lan trong ngày 10 tháng 5. Thế nhưng tất cả những nỗ lực nhằm đánh chiếm tòa nhà của quân Hà Lan đều thất bại, đồng thời quân Đức cũng không thành công trong việc tổ chức tiếp tế hay tăng viện cho đám quân chiếm đóng. Quân Đức cố gắng tiếp cận tòa nhà bằng cách vượt qua cầu bằng mô tô hay ô tô nhưng đều bị bắn hạ hoặc đẩy lui trở lại. Cây cầu đã trở thành một khu vực không thể đi lại, được kiểm soát bởi súng máy của cả hai phe.
Không lực Hoàng gia Hà Lan đã yểm trợ cho lực lượng trên bộ theo yêu cầu của Scharroo. Máy bay ném bom Hà Lan bắt đầu oanh tạc các cây cầu, và dù đều đánh trượt nhưng bom lại rơi vào những vị trí của quân Đức ở gần cầu, xóa sổ một số ổ súng máy. Không quân Đức phản ứng lại bằng cách cho 12 máy bay Bf-110 tuần tiễu trên bầu trời. Máy bay ném bom Hà Lan tấn công tiếp tục nhưng ngay lập tức bị tiêm kích Đức chặn đánh. Đức mất 5 máy bay so với 3 chiếc bên phía Hà Lan, nhưng đối với lực lượng không quân nhỏ bé của Hà Lan thì đó là một tổn thất nặng nề.
Quân Đức đã dùng con tàu SS Statendam làm chỗ đặt súng máy. Điều này nhanh chóng thu hút chú ý của phía Hà Lan; họ lập tức nhằm hỏa lực súng cối và súng máy vào các vị trí của Đức trên con tàu này cùng các kho hàng gần đó, gây nhiều vụ hỏa hoạn trên tàu và cả con tàu cũng bốc cháy. Người Đức đã nhanh chóng cho tàu rút lui và nó còn tiếp tục cháy cho tận đến sau khi Hà Lan đầu hàng.

### Ngày 12 tháng 5
Ngày 12 tháng 5, chiến sự lại tiếp diễn tại nơi mà nó đã kết thúc ngày hôm trước. Mặc dù quân Hà Lan không giành lại được quyền kiểm soát thị trấn, nhưng quân Đức cũng chịu nhiều thiệt hại trước những đòn tấn công liên tiếp vào những vị trí của họ. Thương vong mỗi lúc một tăng cho cả hai bên và bộ chỉ huy Đức ngày càng lo lắng cho số phận của 500 binh lính của mình tại trung tâm Rotterdam. Von Choltitz đã được tướng Kurt Student cho phép rút quân ra khỏi vòng vây ở phía bắc nếu thấy diễn biến tình hình bắt buộc như vậy.
Về phía tây bắc Rotterdam, tại ngồi làng Overschie, các lực lượng Đức mà trước đó tham gia trong cuộc đổ bộ tại Ockenburg và Ypenburg đã tập hợp lại. Tướng Graf von Sponeck đã dẫn lực lượng còn lại của mình từ Ockenburg đến Overschie và đàm phán với quân Hà Lan trong khu vực này. Tại làng Wateringen, quân Đức đã vô tình gặp phải một đội bảo vệ của trạm gác chỉ huy Hà Lan và khi 2 xe thiết giáp xuất hiện hỗ trợ cho quân phòng thủ Hà Lan thì Đức rút lui và chọn cách đi đường vòng. Phần lớn cụm quân của Von Sponeck đến được làng Overschie, tại đó họ đã tập hợp với số quân Đức sống sót sau cuộc chiến tại Ypenburg.

### Ngày 13 tháng 5

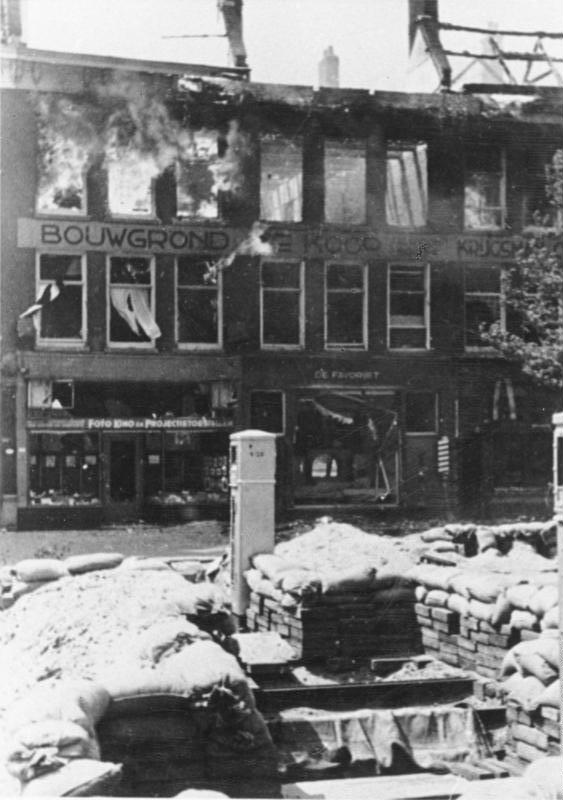
Một cảnh chiến đấu trên đường phố tại Rotterdam.

Tối ngày 12 tháng 5, đại tá Scharroo đã nhận được mệnh lệnh từ Tổng hành dinh là phải tập trung lực lượng vào việc quét sạch sự kháng cự của quân Đức tại lối đi phía bắc dẫn đến các cây cầu, và cuối cùng là phá hủy chúng. Mệnh lệnh này là hệ quả trực tiếp của việc Sư đoàn Thiết giáp số 9 Đức đã xuất hiện tại các cây cầu Moerdijk, đe dọa đến hệ thống phòng thủ của Hà Lan tại Pháo đài Holland. Tư lệnh lực lượng lính thủy đánh bộ tại địa phương, đại tá Von Frijtag Drabbe đã được lệnh tiêu diệt mọi ổ phòng ngự của Đức tại đầu phía bắc và sau đó chiếm giữ lối phía bắc dẫn đến cầu để bảo đảm an toàn cho cả khu vực và chuẩn bị phá hủy cầu. Ông ta đã thành lập 1 đại đội với hơn 100 người trong số những lính thủy đánh bộ có kinh nghiệm nhất của mình. Một đại đội hải quân phụ trợ khác cũng với quân số khoảng 100 người được dùng làm hậu bị. 2 đại đội này được yểm trợ bằng 2 khẩu đội lựu pháo 105 li và 2 xe thiết giáp. Một đại đội 6 súng cối 81 li cũng được tham gia lực lượng đặc nhiệm này.
Khi lính thủy đánh bộ Hà Lan tiến quân, họ đã bị chặn đứng trước hỏa lực súng máy dữ dội của Đức từ phía nam. Pháo binh vẫn chưa bắn được một viên đạn cho đến thời điểm này, nhưng sau một cuộc liên lạc ngắn với chỉ huy tiểu đoàn pháo binh, một số loạt đạn đã được phóng ra. Toàn bộ đạn đại bác đều rơi quá xa hoặc quá gần, và sau khi hiệu chỉnh để cái thiện tính chính xác không thành công, pháo binh đã ngừng bắn. Trong lúc đó thì 2 xe thiết giáp M39 Pantserwagen đã đến nơi và cố gắng tiếp cận cây cầu. Người Đức chống trả bằng hỏa lực chống tăng dữ dội và bắn hỏng một xe thiết giáp. Mặc dù chiếc xe bị thương vẫn có thể rút lui nhưng không thể tiếp tục tham gia tấn công được nữa. Chiếc thứ hai dừng lại ở khoảng cách an toàn và không thể gây ảnh hưởng đến số quân Đức trong tòa nhà Bảo hiểm Nhân thọ Quốc gia. Do viên chỉ huy đại đội súng cối đã thuyết phục đại tá Scharroo rằng các khẩu súng của ông ta không thể gây thiệt hại có hiệu quả cho tòa nhà, nên cuộc tấn công ở bờ phía đông đầu cầu đã bị hủy bỏ.
Từ phía tây bắc, một trung đội lính thủy đánh bộ hoàn chỉnh đã hành quân dọc theo sông Nieuwe Maas và tiến đến mũi đất phía bắc mà không gặp phải quân Đức. Tuy nhiên, họ lại không biết rằng tòa nhà bảo hiểm đã bị Đức chiếm đóng, và khi trung đội bắt đầu vượt qua cầu thì lính Đức đã nhanh chóng phát hiện và nổ súng từ cả hai phía. Rất nhiều lính thủy Hà Lan bị trúng đạn, hầu hết số đó đều tử vong. Tuy nhiên họ đã ngay lập tức bắn trả bằng cacbin và súng máy hạng nhẹ. Sau khi có thêm một số lính thủy bị hạ, số còn lại liền rút lui. Một số đã bị giết trong lúc đang rút về. Số khác tìm được nơi ẩn nấp bên dưới cầu, nhưng không thể rút đi được nữa. Phần lính thủy còn lại cũng tìm được chỗ nấp dưới cầu ở đoạn cuối phía bắc. Họ ngay lập tức phải đọ súng với một nhóm nhỏ lính Đức vốn đã ẩn náu ở đó từ trước. Quân Đức trong toàn nhà bảo hiểm cũng nổ súng vào nhóm quân này. Họ phải rút lui, để lại sau lưng nhiều xác chết. Sau chiến tranh số quân Đức chiếm giữ tòa nhà đã thừa nhận là họ suýt nữa đã phải đầu hàng khi chỉ còn rất ít đạn được, một nửa quân số đã bị thương và họ đã đến mức kiệt sức hoàn toàn. Nhưng ngay khi họ sắp bỏ cuộc thì số lính thủy đánh bộ Hà Lan đã biến mất.
Rõ ràng là đối với các sĩ quan cao cấp của Hà Lan tại Rotterdam thì sau thất bại trong việc tấn công các cây cầu, mọi hy vọng đều dồn vào việc phòng thủ thắng lợi ở bờ bắc con sông. Để tạo nên một hệ thống phòng ngự vững chắc, 7 đại đội bộ binh đã được lệnh thiết lập tuyến phòng thủ dọc theo con sông. Cả hai cây cầu đều được kiểm soát bằng súng chống tăng, 3 khẩu ở mỗi cầu, và 3 khẩu đội lựu pháo 105 li tại Kralingse Plas đã nhận lệnh chuẩn bị bắn yểm hộ ở cả hai mũi đất.
Trong khi đó, những chiếc xe tăng Đức đầu tiên đã đến khu ngoại ô phía nam Rotterdam. Tướng Đức Rudolf Schmidt, Tư lệnh Quân đoàn Thiết giáp số 39, rất miễn cưỡng trong việc mở một cuộc tấn công toàn diện bằng xe tăng vượt qua các cây cầu để sang bờ phía bắc. Ông đã nhận được báo cáo về sự kiên cường của đối phương cũng như sự hiện diện của cả pháo binh và súng chống tăng Hà Lan. Những thiệt hại về xe tăng tại đảo Dordrecht cũng như trong một nỗ lực vượt cầu tại Barendrecht — ở đó cả bốn chiếc xe tăng đã bị tiêu diệt chỉ bởi 1 khẩu chống tăng duy nhất — đã gây ấn tượng cho người Đức đến mức họ tin rằng chỉ có một cuộc oanh tạc chiến thuật bằng không quân đánh trực tiếp vào vùng lân cận mũi đất mới có thể bẻ gãy sức kháng cự của Hà Lan.
Vào thời điểm này thì Bộ Tư lệnh Tối cao Đức bắt đầu can thiệp. Hermann Goering muốn mở một cuộc oanh tạc toàn diện bằng không quân tại trung tâm thành phố. Tuy nhiên, cả Schmidt lẫn Student đều phản đối ý tưởng này và tin rằng tất cả những gì cần thiết chỉ là một cuộc ném bom chiến thuật. Tướng Georg von Küchler, tổng Tư lệnh toàn bộ mặt trận Hà Lan, đã ra chỉ thị cho Schmidt rằng sáng ngày 14 tháng 5 phải gửi một tối hậu thư cho viên Tư lệnh Hà Lan trong khu vực để đòi thành phố phải đầu hàng vô điều kiện.

### Ngày 14 tháng 5
Sáng ngày 14 tháng 5, tướng Schmidt đã chuẩn bị một bản công hàm khẩn dưới hình thức tối hậu thư được viết bằng tiếng Hà Lan để giao cho viên chỉ huy quân đội Hà Lan tại Rotterdam. Ba giao dịch viên Đức đã mang văn bản này đến cầu sông Maas. Những lính Đức này có mang theo cờ trắng tỏ ý muốn đàm phán nhưng vẫn bị người Hà Lan phản ứng rất gay gắt: họ đã bị tước tất cả vũ khí ném xuống sông và bịt mắt. Sau đó họ được dẫn đến đồn chỉ huy của đại tá Scharroo ở trong thành phố.
Scharroo nhận được bức tôi hậu thư, trong đó nói rằng nếu không ngừng kháng cự thì quân Đức sé hủy diệt Rotterdam. Scharroo gọi về Tổng hành dinh và nhận được chỉ thị của tướng Henri Winkelman là phải trả lại thư cho viên chỉ huy Đức cùng câu trả lời rằng tối hậu thư phải chính thức hợp lệ, có ghi rõ tên và cập bậc của viên sĩ quan chỉ huy mới được người Hà Lan tiếp nhận là hợp pháp.
Đại tá Scharroo đã phái sĩ quan phụ tá của mình là, Đại úy J. D. Backer, đến gặp quân Đức để chuyển câu trả lời. Thế nhưng lúc này Göring đã ra lệnh cho không đoàn Kampfgeschwader 54 với 90 máy bay ném bom Heinkel He 111 cất cánh từ các căn cứ ở gần Bremen. Một trong các chỉ huy phi đội, đại tá Walter Lackner đã dẫn 2 phần 3 lực lượng của mình trên đường đến mục tiêu từ phía đông bắc. 27 máy bay ném bom khác do trung tá Friedrich Höhne chỉ huy đã tiếp cận Rotterdam từ phía nam. Thời gian dự kiến tới được mục tiêu là lúc 13h20 giờ HÀ Lan.

## Cuộc oanh tạc

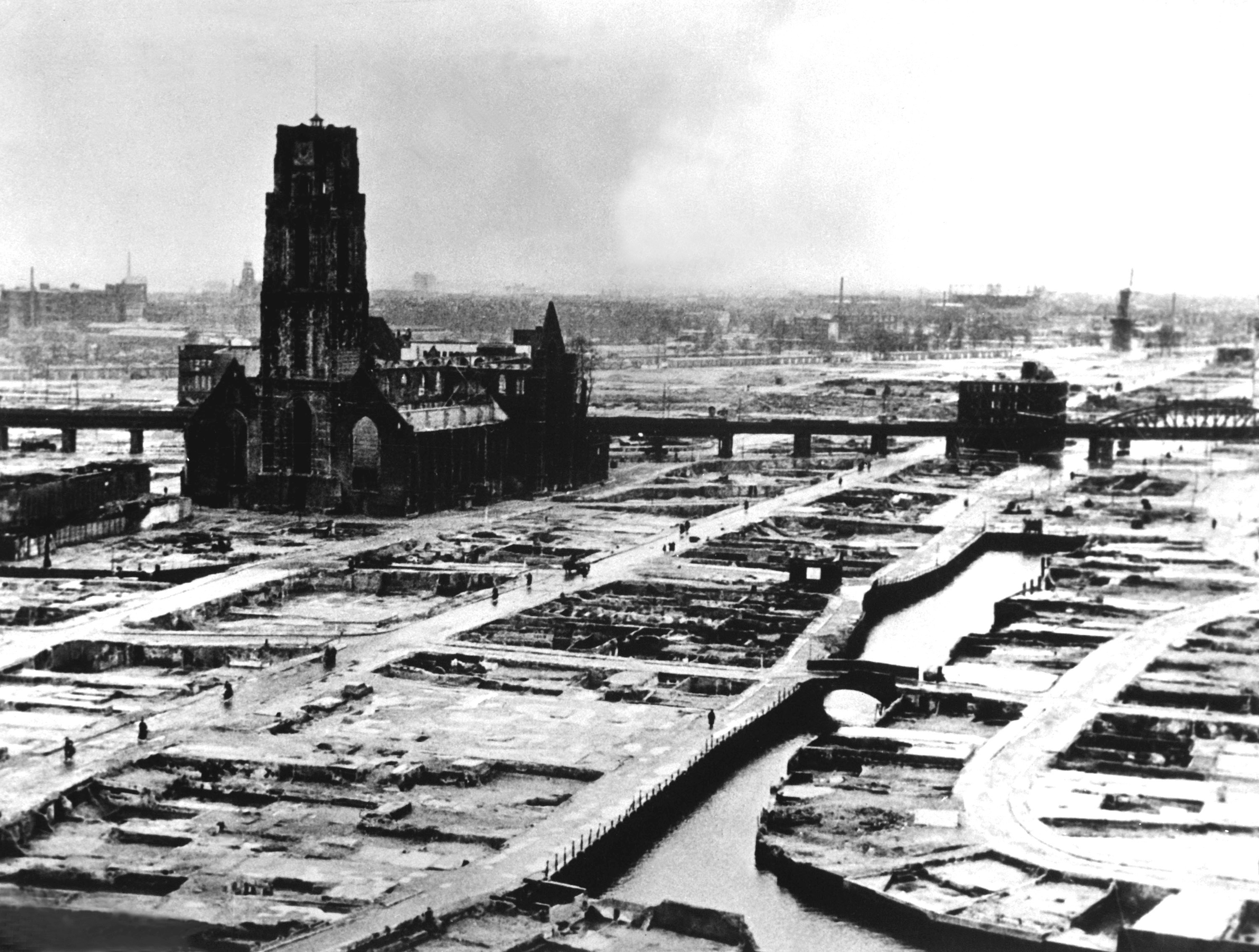
Quang cảnh Rotterdam sau cuộc oanh tạc.

Nguười Đức đã chấp nhận câu trả lời từ Scharroo. Tướng Schmidt lệnh cho phiên dịch cấp tốc thảo ra một bức thư mới, gia hạn hơn bức đầu, để cho người Hà Lan đến 16h20 phải thực hiện. Ông ta đã ký tên và ghi rõ cấp bậc của mình dưới bức tối hậu thư mới này. Khi đại úy Backer đang được trung tá von Choltitz hộ tống trở lại cầu, thì các máy bay ném bom Đức đã xuất hiện từ phía nam. Tướng Schmidt, cùng với 2 tướng von Hubicki và Student, đã nhìn thấy các máy bay và kêu lên: "Chúa ơi, đây là sẽ là một thảm họa!"
Các binh lính Đức chiến đấu trên đảo Noordereiland, hầu hết đều không hay biết gì về những sự kiện đang diễn ra giữa cấp chỉ huy hai bên. Họ lo sợ sẽ bị chính máy bay ném bom của quân mình tấn công. Von Choltitz đã ra lệnh bắn pháo sáng đỏ báo hiệu, nhưng khi 3 chiếc máy bay đầu tiên đã thả bom thì pháo sáng đã bị khói che khuất. 24 máy bay tiếp theo thuộc đội bay phía nam đã đóng khoang chứa bom và quay về phía tây.
Đội bay lớn hơn đến từ hướng đông bắc gồm 60 máy bay ném bom do Lackner chỉ huy. Do khói dày đặc, đội bay được lệnh bay thấp hơn so với phương án bay và như vậy góc nhìn so với đảo Noordereiland ở phía nam bị giảm đáng kể. Vậy là cho dù được nhìn thấy thì pháo sáng cũng không thể được phát hiện kịp trước khi bom được thả. Toàn bộ đội hình bay đã thả bom xuống trung tâm Rotterdam. Một trận mưa bom 250 và 50 kg đã rơi khắp thành phố không được bảo vệ.
Có khoảng 800–900 người chết, trên 80.000 người mất nhà cửa và hơn 25.000 tòa nhà bị phá hủy.

## Hà Lan đầu hàng
Hệ thống phòng thủ của Hà Lan hầu như không bị ảnh hưởng bởi cuộc oanh tạc và căn bản vẫn còn nguyên vẹn. Nhưng những đám cháy đã bắt đầu đe dọa đến một số vị trí của họ. Quân lính bắt đầu rút lui. Trong khi đó Đại tá Scharroo — bị cô lập hoàn toàn với Hague do tất cả các tuyến liên lạc đã bị phá hủy — phải quyết định số phận của tuyến phòng thủ tại Rotterdam. Viên thị trưởng và ủy viên hội đồng thành phố đã nhất quyết cho rằng thành phố cần phải đầu hàng. Scharroo đã đuổi họ đi. Ông nhận ra rằng quyết định của ông không chỉ định đoạt vận mệnh của Rotterdam, mà có thể của cả đất nước nữa. Sau một thời gian ngắn cân nhắc, Scharroo đã quyết định đầu hàng, và được đại diện trực tiếp của tướng Winkelman, trung tá Wilson, chấp thuận. Wilson sau đó đã truyền đạt lại quyết định của Scharroo, mà ông ta đã đồng ý thay mặt Tổng tư lệnh, đến tướng Winkelman chiều hôm đó, và được Winkelman tán thành.
Đích thân Scharroo cùng viên trợ lý và một viên thượng sĩ đã đến cầu và tuyên bố thành phố đầu hàng. Ông đã gặp tướng Schmidt tại cầu và bày tỏ sự bất bình về việc một sĩ quan cao cấp Đức lại vi phạm lời hứa. Tướng Schmidt, bản thân cũng bị bất ngờ trước hành động của không quân Đức, không thể làm gì khác hơn là trả lời: "Herr Oberst, ich verstehe wann Sie bitter sind" ('Đại tá, tôi hoàn toàn hiểu sự gay gắt của ngài').
Vào khoảng 18h00, những toán lính Đức đầu tiên đã bắt đầu tiến qua thành phố đang bốc cháy. Quân Hà Lan tại Rotterdam không còn chống cự thêm nữa. Họ đã hạ vũ khí theo mệnh lệnh của sĩ quan chỉ huy. Đến tối, quân Đức đã tới làng Overschie, và đụng độ một trận chớp nhoáng với một đơn vị địa phương của Hà Lan không biết có lệnh ngừng bắn, và mất thêm 1 lính SS.

## Kết quả
Trong khi đó một cuộc họp diễn ra giữa đại úy Backer (đại diện chính thức của Tư lệnh Hà Lan Scharroo) và người Đức do tướng Student dẫn đầu. Cuộc họp này là để sắp xếp những chi tiết cuối cùng của việc đầu hàng. Scharroo đã từ chối tham dự. Ông đã rất thật vọng về việc người Đức "vi phạm lời hứa danh dự" và không muốn liên hệ với họ thêm vì bất cứ điều gì.
Trong lúc này 1 tiểu đoàn Hà Lan đang tập hợp lại để đầu hàng, theo lệnh của ủy quyền quân sự Đức. Vì những lý do an ninh mà một lá cờ trắng lớn đã được vẫy trước quân SS cũng đang tiến đến. Bất ngờ tiểu đoàn SS Đức, do nhìn thấy nhiều lính Hà Lan có vũ trang tại quảng trường, nên đã nổ súng. Tướng Student, vừa mới khai mạc cuộc họp, đã chạy ra cửa sổ và trúng một phát đạn vào đầu. Ông ngã xuống, vẫn còn ý thức, nhưng đã bị thương nặng. Một bác sĩ phẫu thuật giỏi người Hà Lan mới cứu sống được ông ta. Ông phục hồi nhưng vẫn phải nằm viện cho đến tháng 1 năm 1941. Lính Đức coi việc vị tướng nổi tiếng của họ bị bắn là do hành động trả thù của bọn phản bội Hà Lan. Toàn bộ sĩ quan và binh lính Hà Lan và có cả thường dân đã bị lính SS phẫn nộ bắt đứng xếp hàng để hành quyết tại chỗ. Súng máy đã được đặt, nhưng tướng von Choltitz, cũng có mặt trong buổi họp, đã ngăn cản hành động này. Một cuộc điều tra được tiến hành, sau đó chứng minh được là Student đã bị một viên đạn lạc Đức bắn trúng.